# Les Adrets
Les Adrets ist eine französische Gemeinde mit 1.072 Einwohnern (Stand: 1. Januar 2022) im Département Isère in der Region Auvergne-Rhône-Alpes; sie gehört zum Arrondissement Grenoble und zum Kanton Haut-Grésivaudan. Die Einwohner werden Adraisiens genannt.

## Geografie
Die Gemeinde Les Adrets liegt im Grésivaudan in der voralpinen Chartreuse. Das Gemeindegebiet reicht vom Rand des Isèretales im Westen auf 555 m über dem Meer bis zur Gletscherzone des Massivs der Belledonne in den Westalpen. Den höchsten Punkt der Gemeinde bildet der Gipfel der Cime de la Jasse auf 2478 m über dem Meer an der Ostgrenze. Dem Gipfel vorgelagert ist der Karsee Lac de la Jasse. Umgeben wird Les Adrets von den Nachbargemeinden Hurtières im Norden, Theys im Norden und Nordosten, Le Haut-Bréda im Nordosten und Osten, Laval-en-Belledonne im Süden, Froges im Westen sowie Le Champ-près-Froges im Westen und Nordwesten.
Im Osten der Gemeinde befinden sich die Wintersportgebiete Les Sept Laux und Prapoutel.

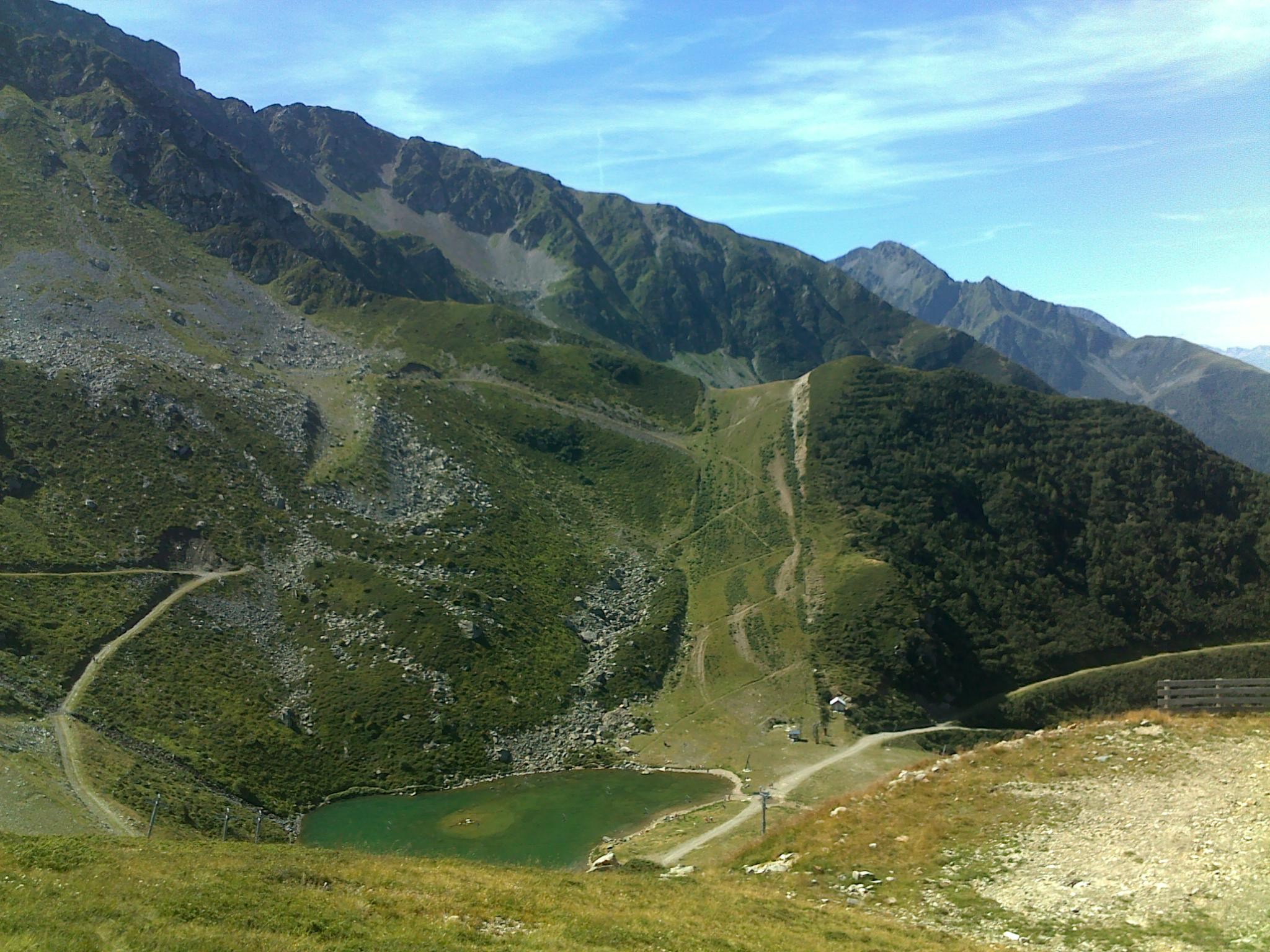
Karsee Lac de la Jasse
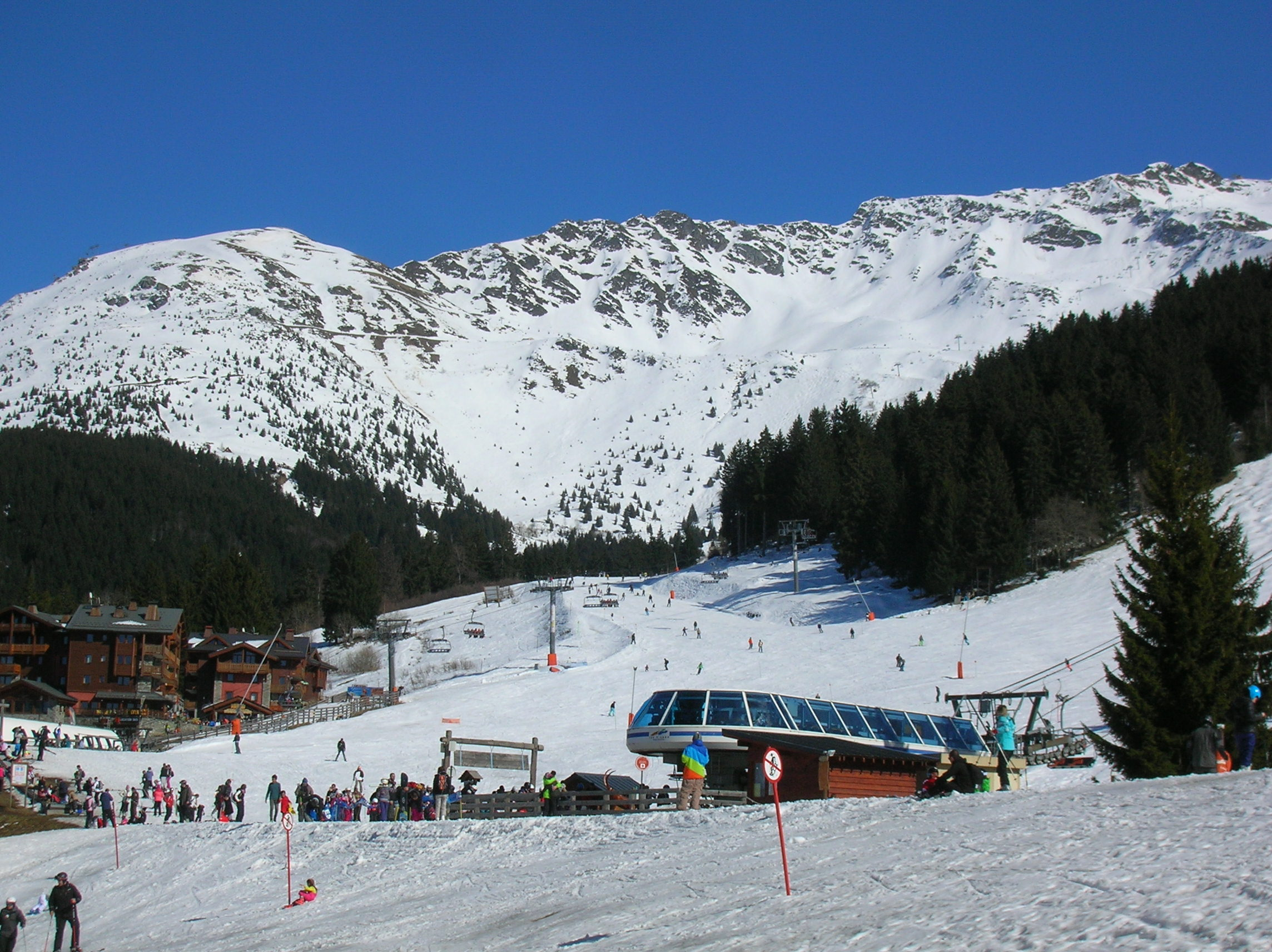
Skigebiet Prapoutel
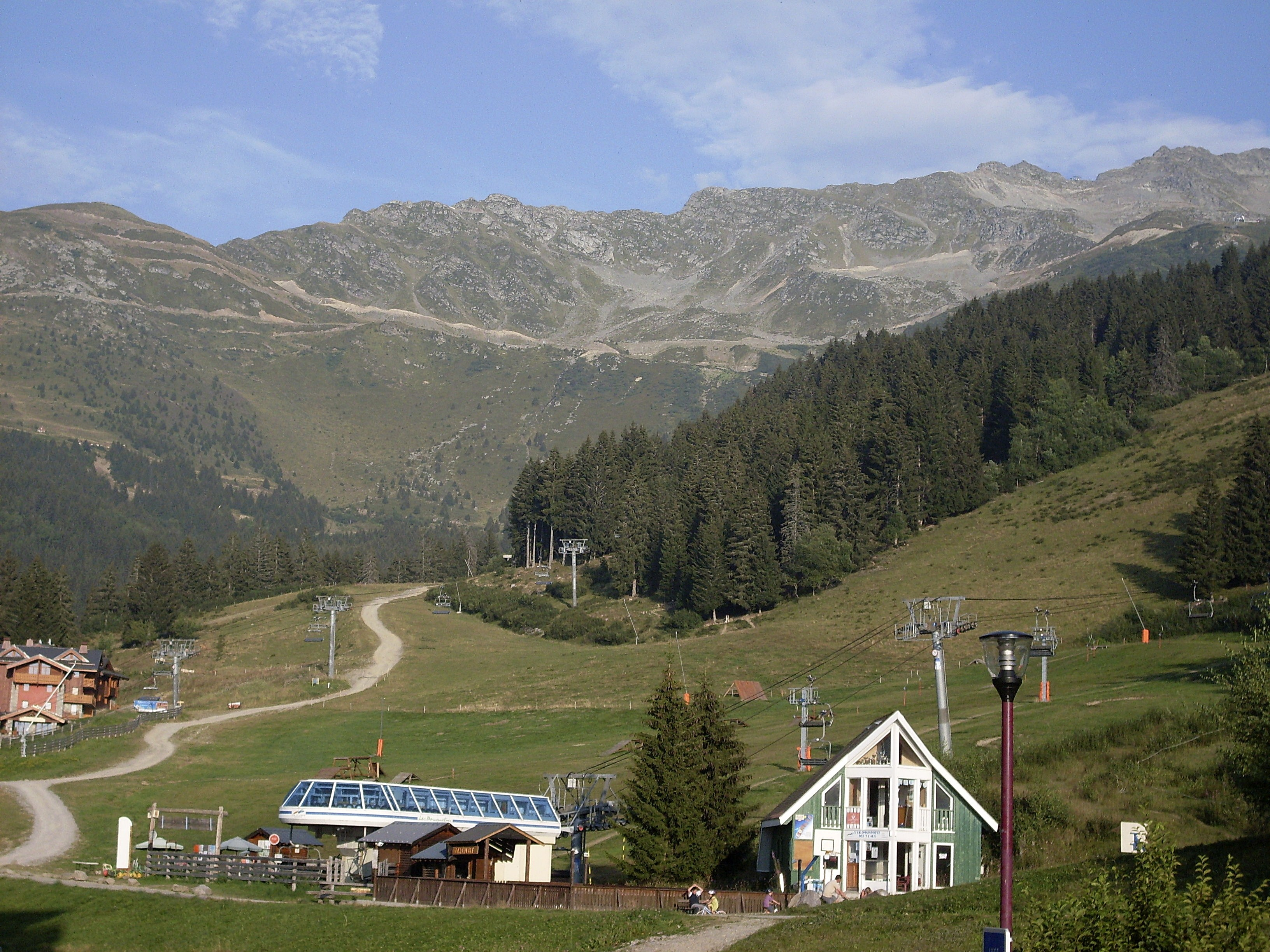
Skigebiet Prapoutel im Sommer
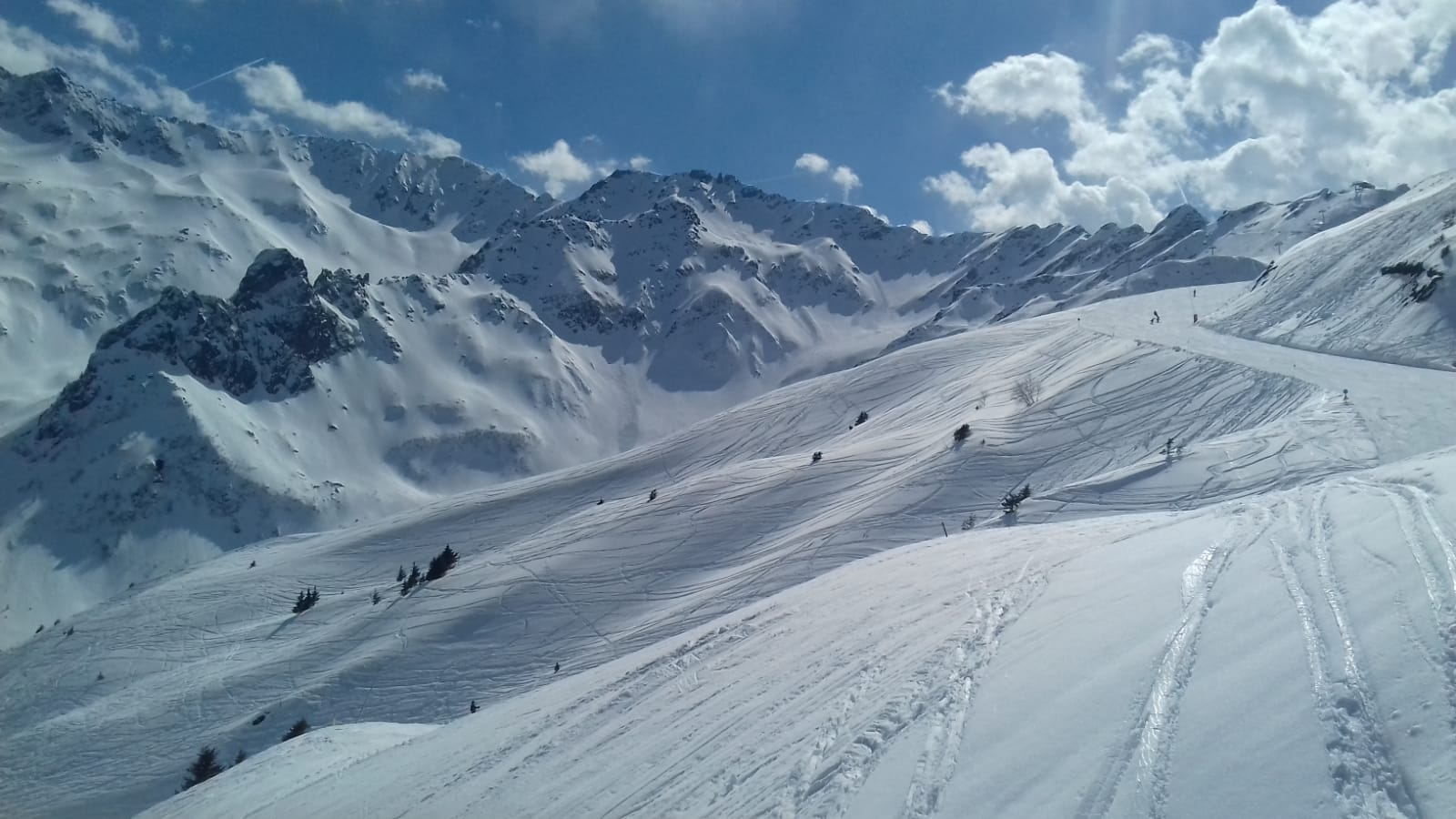
Skigebiet Les Sept Laux
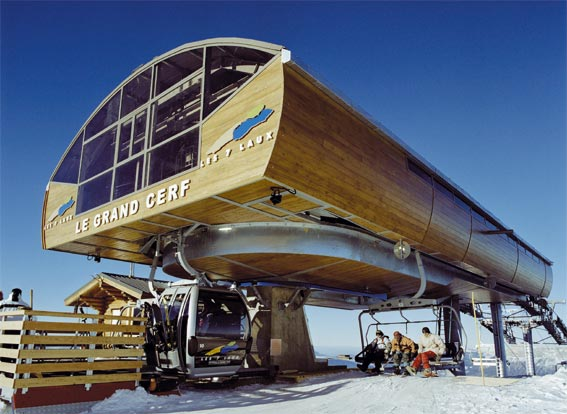
Liftstation Les Sept Laux
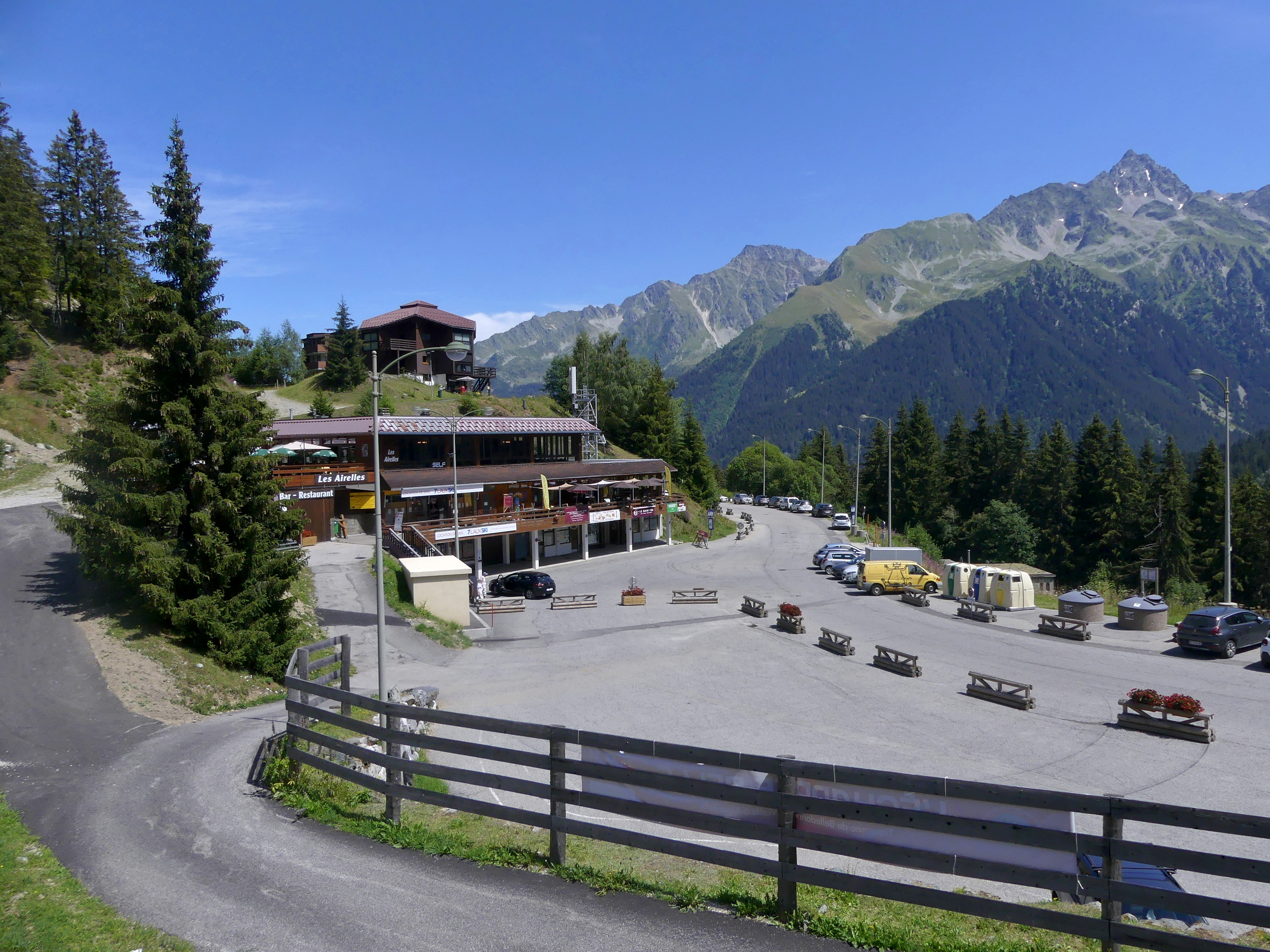
Skistation Le Pleynet im Sommer

## Bevölkerungsentwicklung
| Jahr                       | 1962 | 1968 | 1975 | 1982 | 1990 | 1999 | 2010 | 2021 |
| Einwohner                  | 283  | 282  | 297  | 409  | 481  | 643  | 903  | 1068 |
| Quellen: Cassini und INSEE |      |      |      |      |      |      |      |      |

## Sehenswürdigkeiten
- Kirche Saint-André aus dem 19. Jahrhundert
- Reste des früheren Schlosses von Les Adrets

## Persönlichkeiten
- François de Beaumont (1512/13–1587), Baron von Les Adrets, Calvinistenführer